# 9545 Petrovedomosti
9545 Petrovedomosti (1984 MQ) là một tiểu hành tinh vành đai chính được phát hiện ngày 25 tháng 6 năm 1984 bởi T. M. Smirnova ở Đài vật lý thiên văn Crimean.